# Macrojoppa olfersii
Macrojoppa olfersii là một loài tò vò trong họ Ichneumonidae.